# Södermanlands runinskrifter 269
Runinskrift Sö 269 är en runsten på Söderbymalm i Österhaninge socken, som gett sitt namn till Runstensvägen i centrala Handen. Den står nu framför Haninge kulturhus vid Poseidons torg.

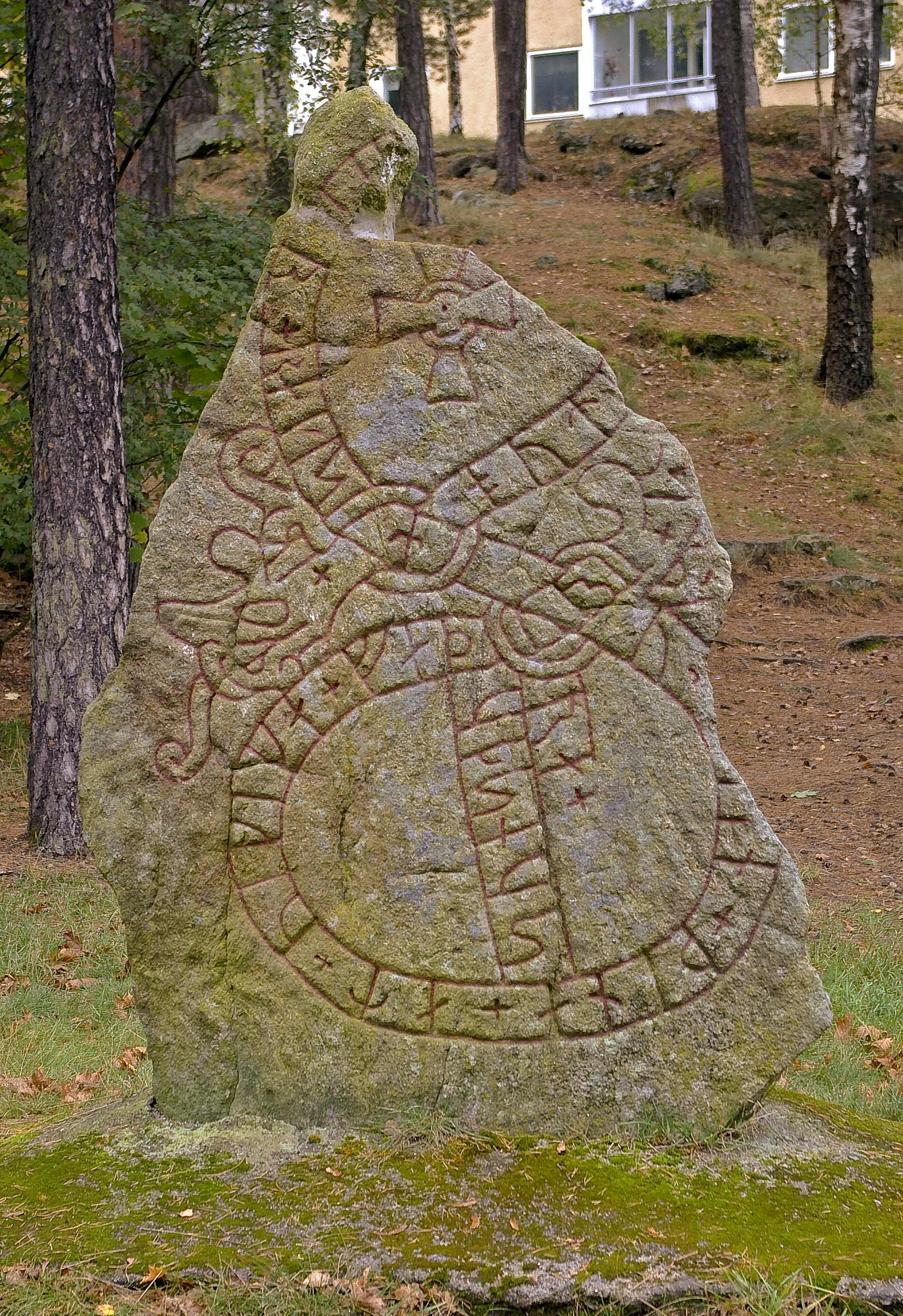
Stenen på dess tidigare plats ca 100 m öster om den nuvarande

## Historia
Ursprungligen stod Söderbymalmsstenen som den kallas i ett vägskäl där forna Tyresövägen anslöt med stora landsvägen åt söder. Under nästan hela förra seklet stod den kvar på sitt ursprungliga ställe framför en trävilla från seklets början. När huset byggdes hade stenen legat omkullvräkt men restes av tomtägaren på ett betongfundament. När huset sedermera rivits i samband med gatunätets omläggning kring 1970, flyttades stenen och fick en ny placering i en skogsdunge nedanför ett kuperat berg. Några decennier senare när Haninge kulturhus byggdes hamnade runstenen mitt i blickfånget inifrån den glasade biblioteksdelen. Stenen flyttades 2008 till sin nuvarande plats framför Kulturhuset.

## Inskrift
Translitterering av runraden:
+ out[r] ... ...[ut]r + raiistu + -[t](i)n + þina + at + uikika + faþur + s[in] sun stura +
Normalisering till runsvenska:
Anundr(?)/Øyndr(?) ... ...undr(?) ræistu [s]tæin þenna at Viking, faður sinn, sun Stora.
Översättning till nusvenska:
Anund... reste denna sten efter Vikinge, sin fader, Stores son
Namnet "Stura" (genitiv) härleds möjligen av Stori, ursprungligen ett tillnamn av stor. Förekommer också på U 1092 i Bälinge socken i Uppland.

## Ornamentik
Ornamentiken består av en kopplad orm som slingrar i en åtta där den övre öglan omsluter ett kristet kors. I den undre öglan ingår den extra runraden med texten: "sun stura +" som översätts till 'Stores son'.
Stenen är listad i Riksantikvarieämbetets databas under "Raä Österhaninge 306:2", tidigare "Raä Österhaninge 306:1".